# Engenho Velho
Engenho Velho là một đô thị thuộc bang Rio Grande do Sul, Brasil. Đô thị này có diện tích 71,193 km², dân số năm 2007 là 1584 người, mật độ 22,25 người/km².